# Hildegard Breiner
Hildegard Breiner (* 28. März 1936 in Bregenz) ist eine österreichische Aktivistin der Anti-Atomkraft-Bewegung in Österreich.

## Leben
Hildegard Breiner kommt aus Vorarlberg, wo sie und ihr verstorbener Ehemann die Anti-Atom-Kampagne gegen das Atomkraftwerk Zwentendorf in den 1970er Jahren anführten. Bei einer Volksabstimmung im Jahr 1978 stimmten 85 % der Wähler in Vorarlberg gegen Zwentendorf. In der zweiten Hälfte der 1980er Jahre spielte Hildegard Breiner eine wichtige Rolle im Kampf gegen die nukleare Wiederaufarbeitungsanlage Wackersdorf (WAA) im benachbarten Bayern. Als sie im Juni 1986 gegen die WAA demonstrieren wollte, wurde ihr der Grenzübertritt nach Bayern verwehrt. 1996 initiierte sie die „SonnenSchein-Kampagne“, die die Vorarlberger für die Photovoltaik sensibilisieren sollte. Die Vorarlberger Landesregierung stellte in der Folge finanzielle Mittel für Öffentlichkeitsarbeit und den Anlagenbau bereit. Die Kampagne führte dazu, dass innerhalb von zwei Jahren in 30 der 96 Vorarlberger Gemeinden Solarstrom-Gemeinschaftsanlagen gebaut wurden. Hildegard Breiner ist Vizepräsidentin des Naturschutzbundes Österreich, auf dessen Website sie als „Grande Dame des Einsatzes für alternative Energien in Vorarlberg“ bezeichnet wird.

## Auszeichnungen
- 2000 Binding-Preis für Natur- und Umweltschutz
- 2004 Nuclear-Free Future Award (Kategorie Lebenswerk)[4]
- 2008 Toni-Russ-Preis[5]
- 2018 Silbernes Ehrenzeichen des Landes Vorarlberg[6]